# Julius Neuberger
Julius Neuberger (* 17. Mai 1872 in Arnstein; † 9. September 1922 in Frankfurt am Main) war ein deutscher Arzt und Abgeordneter (SPD).

## Leben
Neuberger stammte aus einer jüdischen Familie. Sein Vater war der Arnsteiner Kaufmann Samuel Neuberger, die Mutter war Sofie geborene Gattmann (* 8. Mai 1848 in Arnstein; † 1901/02 in Frankfurt am Main). Er heiratete Rosa Henriette Bernhardine Bär gen. Rosy.
Neuberger besuchte das Gymnasium in Frankfurt am Main und legte dort das Abitur ab. Im Medizinstudium spezialisierte er sich auf Hals-Nasen-Ohren-Heilkunde und schloss das Studium mit der Promotion zum Dr. med. ab. Danach war er zwei Jahre als Assistenzarzt an der Chirurgischen Klinik in Bologna und drei Jahre in Berlin tätig. 1900 kehrte er nach Frankfurt am Main zurück und ließ sich als Hals-Nasen-Ohren-Arzt nieder. Viele Jahre wirkte er als Chirurg an der Poliklinik.

## Politik
Neuberger war Mitglied der SPD. Von März 1919 bis zum 9. September 1922 war er Stadtverordneter in Frankfurt am Main und dort Mitglied der Stiftungsdeputation. 1920 wurde er Mitglied des Nassauischen Kommunallandtags und des Provinziallandtages der preußischen Provinz Hessen-Nassau für den Stadtkreis Frankfurt am Main. Bei der Kommunalwahl 1921 kandidierte er nicht erneut.